# Галіцин Григорій Олександрович
Григорій Олександрович Галіцин (також відомий як А. Оболенський  (5 грудня 1957 — 13 листопада 2021) — російський еротичний фотограф.

## Біографія
Григорій Галіцин народився в 1957 році. Він вивчав класичний живопис у Ленінграді, але пізніше звернувся до фотографії. Його першу камеру, ранню модель Leica, йому подарував дід, який придбав її у німецької армії в 1947 році. У 1997 році він став лауреатом нагороди Master Kodak Exhibition.
Станом на жовтень 2014 року Галіцин, Ірина та їх двоє дітей переїхали до Калачівського району, де він вклав свої заощадження в «дослідне господарство». Тут Галіцин розводив і вирощував свиней і курей рідкісних порід, зокрема свиней мангаліці. Він більше не займався професійною фотографією, окрім як документування своєї фермерської діяльності та сімейного життя.

## Діяльність
У 1996 році Галіцин, який на той час зарекомендував себе переважно як еротичний фотограф у Волгограді, почав надавати контент для раннього вебсайту для дорослих. У 1998 році він став основним постачальником контенту для нещодавно заснованого вебсайту для дорослих. У 2002 році він залишив MET і запустив вебсайт Galitsin-Archives як спільний проєкт з норвезьким фотографом Петтером Хегре. Через конфлікт з Гегре 2004 року Галіцин припинив роботу «Галіцин-Архів» і створив власний сайт «Галіцин-Новини». У 2006 році Галіцин також заснував дочірній сайт Nud-Art.
Більшість фото та відео Галіцина знято у Волгоградській області, а іноді й у готелях Москви. Квартира Галіцина (колишня домівка поетеси Маргарити Агашиної та колишнього мера Волгограда Юрія Чекова) була високотехнологічною порностудією. Його діяльність як порнографа була значною мірою невідома його сусідам, хоча в Волгограді він був відомий своїм дорогим способом життя.
Час від часу він їздив за кордон зі своїми моделями до таких країн, як Єгипет та Індія, щоб знімати там. У 2006 році Галіцин зняв і сфотографував кількох моделей на деяких пляжних курортах і в аюрведичних масажних салонах у Варкалі та Папанасамі, Індія.

## Арешт
17 вересня 2006 року у Волгограді були заарештовані Галіцин та його дружина Ірина Олександрівна Піщасова за звинуваченням у порушенні статті 133 Кримінального кодексу Росії («Примус [шляхом шантажу] для вчинення статевого акту») та статті 242.1 («Виготовлення та розповсюдження матеріалів або предметів, що містять порнографічні зображення неповнолітніх»). 26 жовтня він звернувся до президента Росії Володимира Путіна з проханням про втручання від його імені. У березні Піщасова знову була взята під варту. Галіцин та його дружина були звільнені з в'язниці на початку 2009 року, хоча Галіцину продовжували висувати нові звинувачення.